# Estadio Carlos Salazar Hijo
Het Estadio Carlos Salazar Hijo is een multifunctioneel stadion in Mazatenango, Guatemala. Het stadion wordt vooral gebruikt voor voetbalwedstrijden, de voetbalclub C.D. Suchitepéquez maakt gebruik van dit stadion. In het stadion is plaats voor 12.000 toeschouwers. Het stadion werd geopend in 1966. Het stadion is vernoemd naar Carlos Salazar, Jr. een lokale sportcommentator.